# 삼육식품
삼육식품은 대한민국의 학교법인 삼육학원 산하의 식음료업 기업이다. 삼육두유나 삼육김 등을 생산한다.

## 삼육회사 연혁
2010년
- e-Biz 브랜드 혁신대상 수상: 한국경제 매거진(2010.1)

- 삼육유기농 자연식품 인수 인계(2010.01)

- 500-1000ml "Combi Swift"형 출시(2010.4)

- 수출용 포장기기 설치 (2010.6)

- 대한민국 보건산업대상 수상(식품의약품 안전청)-(2010.7)

- 삼육아기두유 bigs 1, 2, 3, 4단계 출시(2010.8)

- 삼육홍삼두유 출시(2010.9)

- 대한민국 마케팅 대상(최우수상) 수상(2010.10.12)

- 삼육 검은콩 홍삼(병)두유 출시(2010.11.24)

- 충남북부상공대상(노사화합부문/충남북부상공회의소)(2010.12.24)

2011년
- 유기농 친환경대상 수상(주관:ORGANICLIFE) (2011.01.26)

- e-Biz브랜드혁신대상 수상(서울경제신문사) (2011.03.09)

- 후르츠팡 출시 (2011.05.30)

- 2011 올해의 브랜드대상(한국소비자 포럼) (2011.09.27)

- 천안시 지역사회 봉사상 수상(박신국 사장) (2011.10.04)

- 효두유/유기농검은참깨병두유/유기농프리미엄두유 출시 (2011.10.06)

- 삼육두유 제품 1년 3억개 판매돌파 (2011.12.15)

- 제34차 한국연합회총회 및 기관총회 (삼육식품사장 선출/김태훈) (2011.12.21)

2012년
- 제5대 삼육식품사장 취임식(김태훈 사장) (2012.01.04)

- 안전보건경영시스템 인증획득(K-OHSMS 18001:2007) (2012.2.21)

- 검은콩호두&아몬드 출시 (2012.6.26)

- 브랜드대상 시상(소비자포럼) (2012.9.20)

2013년
- 식물성콩단백 불고기맛 출시 (2013.3.21)

- 블루베리, 레드자몽 출시 (2013.4.15)

- 발아현미 19곡 출시 (2013.5.13)

- 메론두유 출시 (2013.6.11)

- 검은참깨 스프레드, 식물성참맛시즈닝 출시 (2013.6.25)

- 2013 올해의 브랜드대상(한국소비자 포럼) (2013.10.8)

- 콩 대두 싸이로 1000t 증설 (2013.12.13)

2014년
- 할랄 싱가폴 인증(MUIS-HC-S001/2005 and S002/2005) (2014.3.20)

- 아라몬드, 마시는 아몬드 출시 (2014.4.2)

- 2014 올해의 브랜드대상(소비자브랜드위원회, 한국경제, 한국소비자포럼) (2014.9.30)

- 사회적책임 경영품질 최우수상(KFQ) (2014.10.8)

2015년
- 미숫가루두유 출시 (2015.6.12)

- 2015 올해의 브랜드대상(한국소비자포럼) (2015.10.16)

- 카라멜코코병두유 출시 (2015.10.20)

- 노사화합대상(북부상공회의소) (2015.12.23)

2016년
- 제6대 삼육식품사장 취임식(박신국 사장) (2016.01.04.)

- 검은참깨고칼슘두유 출시 (2016.6.18)

- 2016 올해의 브랜드대상(10년연속) (2016.7.19)

- 중국 소비자가 뽑은 올해의 브랜드대상(한국소비자포럼) (2016.7.19)

- 국산검은콩두유 출시:코스트코용 (2016.8.17)

- 삼육수산과 MOU 체결(김사업) (2016.9.1)

- 고구마, 호박에게 바나나 병두유 출시 (2016.9.29)

- 빈&트로피칼 출시 (2016.10.13)

- 달콤한옥수수두유 출시:베트남수출용 (2016.10.13)

- 고구마, 호박에게 바나나 팩두유 출시 (2016.10.27)

2017년
- 제7기 해외선교봉사대 파송 (방글라데시)
- 삼육식품 & 보령시 MOU 체결

2018년
- 제8기 해외선교봉사대 파송 (인도)
- 2018년 AHFA 서울 회의

- FSSC 22000 인증 획득

- ‘삼육수산’ 인수 합병, 제4공장 (현 보령사업장) 착공

2019년
- 과채음료 유형 HACCP 인증 추가

- 제4공장 (현 보령사업장) 영업 개시, 제9기 해외선교봉사대 파송 (케냐)

- 삼육식품, 보령시 간 농어촌도로 개설 추진 협약 (보령사업장 진입로 확장 공사)

- 제1공장 (현 천안사업장) 공장부지증설에 대한 체육시설 및 주차장 준공

- 환경경영시스템 ISO14001 인증 획득
- 보령사업장 준공

- 테트라팩 리프 (A3/CF TBA200)팩 교체 설비 가동

2020년
- 저녹스 보일러 가동개시

- 농촌진흥청 국립식량과학원 업무협약 체결 (‘삼육두유 검은콩우리귀리’ 제품개발)

- 파우치제품 생산설비 신설 (독일 발드너사)

2021년
- 안전보건경영시스템 ISO45001 인증 획득 - OHSAS18001에서 전환

- 가설건축물 출고 상하차장, 창고 사용 승인

- 물류지원부 하역장, 냉동창고, 원자재창고 사용 승인

- 가설건축물 부자재 창고 사용승인

- UHT-2호기 가동예배 (네델란드 레다사, 튜블러 방식)

- 본사직영 인터넷 쇼핑몰 - 삼육Mall 오픈

- 그리츠 창고 착공식

- 삼육두유 제품 년 4억 2천만개 판매 돌파

2022년
- 삼육대학교와 ‘삼육식품연구협의센터’ MOU 체결

- 창립 40주년 기념 기도의 동산, 윤충여 기념관 준공식

- "2025 VISION 2030 함께 창조하는 미래" 경영비전 발표

2023년
- 프로틴고칼슘 출시

- 삼육두유C 출시

- 근린생활시설 1,2동 준공예배, 프로틴고칼슘/삼육두유C 출시예배

- ‘제78주년 경찰의 날’ 서울특별시경찰청장 감사장 수상

## 같이 보기
- 삼육대학교
- 삼육서울병원